# Шлюпка у відкритому морі
«Шлю́пка у відкри́тому мо́рі» (англ. The Open Boat) — найвідоміше оповідання американського письменника Стівена Крейна (1871—1900). Вперше опубліковане 1897 року у журналі «Скрайбнерз Мегезін» («Scribner’s Magazine»).
Базується на особистому досвіді автора з виживання після аварії судна «SS Commodore», яке прямувало з Флориди (США) на Кубу. Крейн перебував на воді тридцять годин. Він і ще троє членів екіпажу були вимушені веслувати до берега в маленькій шлюпці. Моторист Біллі Хіггінз не зміг доплисти до берега. Свої перші враження письменник виклав в оповіді «Власна історія Стівена Крейна», опублікованій через кілька днів після порятунку. Успіх оповіді підштовхує автора до публікації її розширеної версії — оповідання «Шлюпка у відкритому морі» виходить друком у журналі «Скрайбнерз Мегезін».
Збірка оповідань «Шлюпка у відкритому морі та інші оповідання» була опублікована одночасно у США і Великій Британії у 1898 році.

## Сюжет
Оповідь у творі ведеться від імені невідомого кореспондента, який плив на кораблі, що затонув. У рятувальній шлюпці до берега разом з ним пливе четверо членів екіпажу — поранений капітан, кок і моторист Біллі. Змагаючись із силами природи, вони понад добу в невеликій шлюпці веслують до берега. Автор тонко розкриває душевні переживання потерпілих, їхні прагнення та страхи. Не отримавши такої жаданої допомоги від рятувальників, чоловіки приймають рішення плисти до берега самотужки. Троє з них таки добираються до суші, а тіло моториста хвилі виносять на пісок.

## Проблематика
Питання протистояння людини і природи у творі займає одне з чільних місць і поряд з ним постає ще одне — відносини людини з Богом. Людина постає відокремленою і від природи, і від Бога. Природа байдужа до страждань потерпілих, а Бог не чує їхніх молитов. Стикаючись із безжальними вищими силами, людина може розраховувати тільки на себе та своїх товаришів. І автор майстерно висвітлює у творі тему підтримки, дружби, допомоги, співпереживання.

## Особливості стилю
Критики здебільшого відносять оповідання до натуралізму. Для твору також характерна яскрава образність, символізм та використання іронії.

## Видання українською мовою
- Шлюпка у відкритому морі та інші оповідання / переклад Ігоря Андрущенка. — К. : Знання, 2014. — 190 с. — ISBN 978-617-07-0178-7